# Vlag van Spaarndam

Vlag van Spaarndam

De vlag van Spaarndam werd in 2004 door het Nederlandse dubbeldorp Spaarndam in gebruik genomen. De vlag wordt als volgt beschreven:
Per witte kruis van 1/10 vlaghoogte blauw en rood; aan de hijs op rood drie witte baarsjes in een verticale rij, tegenover de vlucht.
De vlag is ontworpen door Co Loerakkers uit Spaarndam. Hij had met een Enkhuizenaar gesproken, die opschepte dat Enkhuizen de enige plaats in Nederland was met drie baarsjes op de vlag. Co nam dat aan als een uitdaging, en bedacht deze vlag. De kleuren van de vlag zijn ontleend aan de Nederlandse vlag. De rode hijs met baarsjes staat voor Oud Spaarndam; de baarsjes komen uit het voormalige gemeentewapen van Spaarndam. De rode vlakken staat voor Spaarndam-Oost. De blauwe vlakken stellen de machtige rivier het Spaarne voor; het kruis, de wegen; in het midden is de dam in het Spaarne te zien.
Van de 31 dorpskernen in de gemeente Haarlemmermeer hebben alleen de dorpen Nieuw-Vennep, Rijsenhout, Spaarndam-Oost en Vijfhuizen ook een eigen vlag. De vlag van Nieuw-Vennep is de oudste van de eigen dorpsvlaggen.

Wapen van Spaarndam

Abbekerk
· Assendelft
· Bergen
· Bovenkarspel
· Buitenveldert
· Bussum
· De Rijp
· Driemond
· Groet
· Grootschermer
· Graft
· Hauwert
· Huisduinen
· Julianadorp
· Koog aan de Zaan
· Krommenie
· Krommeniedijk
· Lambertschaag
· Marken
· Middelie
· Muiden
· Muiderberg
· Naarden
· Nauerna
· Nibbixwoud
· Nieuw-Vennep
· Omval
· Opperdoes
· Rijsenhout
· Sijbekarspel
· Sint Pancras
· Sloten
· Spaarndam
· Vogelenzang
· Weesp
· Wijk aan Zee
· Wormerveer
· Zaandijk
· Zwaagdijk-West